# باول آدامز (موسيقي)
باول آدامز (بالإنجليزية: Paul Adams)‏ هو موسيقي أمريكي، ولد في 27 أغسطس 1951 في كوكومو في الولايات المتحدة.

## وصلات خارجية
- الموقع الرسمي